# Notodonta
Notodonta, garbatka, zębica – rodzaj motyli z rodziny garbatkowatych.
Motyle o krępym ciele. Głowa ich jest zaopatrzona w niecałkowicie owłosione oczy złożone i uwstecznioną ssawkę, natomiast pozbawiona jest przyoczek. Czułki osiągają ⅓ długości przedniego skrzydła i wykazują znaczny dymorfizm płciowy w budowie, będąc obustronnie grzebykowanymi u samca, zaś piłkowanymi lub ząbkowanymi u samicy. Owłosienie krótkiego i szerokiego tułowia jest gęste, ale nie formuje czuba pośrodku grzbietu. Skrzydło przedniej pary ma wydłużony wierzchołek, skośną krawędź zewnętrzną i ząb na krawędzi tylnej, zaś tylnej pary jest owalne i dość małe. Odnóża są silnie owłosione, te tylnej pary mają dwie pary ostróg na goleniach. Duży odwłok ma cylindryczny kształt i gęste owłosienie.
Rodzaj ten ma zasięg holarktyczny. Gąsienice są foliofagami żerującymi na liściach drzew i krzewów z takich rodzajów jak: bez, brzoza, leszczyna, lipa, olsza, topola i wierzba. Owady dorosłe nie pobierają pokarmu i są aktywne nocą. Przylatują do sztucznych źródeł światła.
Takson ten wprowadzony został w 1810 roku przez Ferdinanda Ochsenheimera. Zalicza się doń 9 opisanych gatunków:
- Notodonta albicosta (Matsumura, 1920)
- Notodonta dembowskii Oberthür, 1879
- Notodonta dromedarius (Linnaeus, 1767) – garbatka dromaderka, garbatka wielbłądka
- Notodonta griseotincta Wileman, 1910
- Notodonta jankowski Oberthür, 1879
- Notodonta pacifica Behr, 1892
- Notodonta roscida Kiriakoff, 1963
- Notodonta scitipennis Walker, 1862
- Notodonta stigmatica Matsumura, 1920
- Notodonta torva (Hübner, 1803) – garbatka pomianówka
- Notodonta trachitso Oberthür, 1894
- Notodonta tritophus (Denis & Schiffermüller, 1775) – garbatka miesięcznica
- Notodonta ziczac (Linnaeus, 1758) – garbatka zygzakówka